# Лошкарівка (селище)
Лошкарівка — селище в Україні, у Софіївській селищній громаді Криворізького району Дніпропетровської області.
Населення — 278 мешканців.

## Назва
Селище назване на честь генерал-майора Сергія Лазаревича Лошкарьова, російського дипломата, який займався справами приєднання Криму та Грузії до російської імперії;

## Географія
Селище Лошкарівка знаходиться на відстані 1 км від лівого берега річки Базавлук, примикає до села Миколаївка, на відстані 2 км. знаходиться село Лошкарівка (Нікопольський район). Поруч проходять автомобільна дорога Т 0432 і залізниця, станція Лошкарівка.

## Історія
Місцевість, де знаходиться селище, має давню історію. Біля селища розташовано багато скіфських курганів.
До 1775 року ця територія належали до козацької вольниці. Після зруйнування січі, у 1780 році ці землі отримав у власність чиновник Новоросійської губернської канцелярії, генерал-майор дипломат і потаємний радник грузинського походження Сергій Лазарович Лашкарьов (Лашкарідзе), і заснував на них слободу.
Станом на 1886 рік у колишньому власницькому селі Варварівка (Зайцеве) Лошкарівської волості Катеринославського повіту Катеринославської губернії мешкало 187 осіб, налічувалось 28 дворових господарств, існувала православна церква.
В 1913 р. приступили до спорудження залізничної лінії Мерефа-Херсон. Лінія проходила через володіння Лашкарьова, з цього, станція влаштована на даній території (Координати: 47°58'30 "N 34°10'22" E) отримала назву Лошкарівка. Більш інтенсивно стала заселятися після другої світової війни. У 1923 році утворено Софіївський район і станція Лошкарівка стала належати до нього. У липні 1930 село Чемеринське (Сталіндорф, Сталіно, нині-Жовтневе) стало районним центром. У 1961 році районний центр знову був перенесений до Софіївки. Нині станція Лошкарівка має статус- селище, адміністративно належить до криворізького району Софіївської селищної територіальної громади Миколаївського старостату. Налічує п'ять вулиць: Привокзальна, Молодіжна (ранішіше П.Морозова), Шевченка, Урожайна і Польова.

## Населення

### Мова
Розподіл населення за рідною мовою за даними перепису 2001 року:

## Населення

### Мова
Розподіл населення за рідною мовою за даними перепису 2001 року:
| Мова       | Кількість | Відсоток |
| ---------- | --------- | -------- |
| українська | 275       | 98.92%   |
| російська  | 3         | 1.08%    |
| Усього     | 278       | 100%     |